# Kopparkismossa
Kopparkismossa (Mielichhoferia mielichhoferiana) är en bladmossart som beskrevs av Leopold Loeske 1910. Kopparkismossa ingår i släktet kismossor, och familjen Bryaceae. Enligt den finländska rödlistan är arten akut hotad i Finland. Artens livsmiljö är fjällklippor, block- och stenmarker. Inga underarter finns listade i Catalogue of Life.